# Света Параскева (Воден)
„Света Параскева“ (на гръцки: Ιερό Παρεκκλήσιο Αγίας Παρασκευής) е православен параклис в южномакедонския град Воден (Едеса), Гърция. Храмът се намира в традиционния квартал Вароша в съседство на катедралата „Покров Богородичен“ и останките от воденския акропол.